# Доня-Бачуга
Доня Бачуга (хорв. Donja Bačuga) — населений пункт у Хорватії, у Сисацько-Мославинській жупанії у складі міста Петриня.

## Населення
Населення за даними перепису 2011 року становило 142 осіб.
Динаміка чисельності населення поселення:

## Клімат
Середня річна температура становить 10,68 °C, середня максимальна – 24,89 °C, а середня мінімальна – -5,99 °C. Середня річна кількість опадів – 1005 мм.
| Клімат поселення                              | Клімат поселення | Клімат поселення | Клімат поселення | Клімат поселення | Клімат поселення | Клімат поселення | Клімат поселення | Клімат поселення | Клімат поселення | Клімат поселення | Клімат поселення | Клімат поселення | Клімат поселення |
| Показник                                      | Січ.             | Лют.             | Бер.             | Квіт.            | Трав.            | Черв.            | Лип.             | Серп.            | Вер.             | Жовт.            | Лист.            | Груд.            |                  |
| Середній максимум, °C                         | 6,75             | 8,56             | 12,95            | 17,22            | 21,72            | 24,89            | 24,00            | 23,40            | 19,84            | 14,96            | 9,45             | 5,12             |                  |
| Середня температура, °C                       | 0,39             | 2,19             | 6,58             | 10,85            | 15,35            | 18,51            | 20,26            | 19,64            | 16,10            | 11,21            | 5,70             | 1,36             |                  |
| Середній мінімум, °C                          | −5,99            | −4,18            | 0,21             | 4,48             | 8,98             | 12,14            | 16,50            | 15,90            | 12,34            | 7,46             | 1,94             | −2,38            |                  |
| Норма опадів, мм                              | 62               | 61               | 69               | 83               | 86               | 98               | 89               | 91               | 92               | 94               | 101              | 79               |                  |
| Середньомісячна швидкість вітру, м/с          | 1.74             | 1.90             | 2.30             | 2.20             | 2.00             | 1.81             | 1.80             | 1.67             | 1.65             | 1.72             | 1.80             | 1.81             |                  |
| Середньомісячна сонячна радіація, кДж/м²·день | 4300             | 7054             | 10726            | 15162            | 19422            | 21348            | 22660            | 19568            | 14453            | 9073             | 4825             | 3540             |                  |
| --------------------------------------------- | ---------------- | ---------------- | ---------------- | ---------------- | ---------------- | ---------------- | ---------------- | ---------------- | ---------------- | ---------------- | ---------------- | ---------------- | ---------------- |
| Джерело:                                      |                  |                  |                  |                  |                  |                  |                  |                  |                  |                  |                  |                  |                  |